# Scynk aptekarski
Scynk aptekarski, śliga aptekarska (Scincus scincus) – gatunek jaszczurki z rodziny scynkowatych (Scincidae), nazywany rybą piaskową.
Jaszczurka ta występuje na terenach piaszczystych, głównie gorących pustyniach na obszarze północnej Afryki i Półwyspu Arabskiego. Żywi się głównie rozmaitymi owadami. Biega bardzo szybko, posiada również niezwykłą umiejętność zwinnego zagrzebywania się w piasku i prześlizgiwania się pod nim na znaczną odległość (stąd nazwa „piaskowa ryba”).
Scynk aptekarski jest dobrze znany w medycynie ludowej krajów północnoafrykańskich i arabskich jako zwierzę, którego spalone lub wysuszone, a następnie starte ciało służyło do sporządzania leków na rozmaite dolegliwości. W wielu krajach do dziś spreparowane ciało scynka aptekarskiego jest przedmiotem handlu.